# Like a Farmer
Like a Farmer è un singolo del rapper statunitense Lil Tracy, pubblicato l'8 maggio 2018

## Tracce
1. Like a Farmer – 2:02